# Renoválók
A Renoválók - Lakás újrahasznosítva (stilizálva REnoválók) a Viasat3 2025-ben induló lakásfelújítós műsora, ami az ír Salvage Squad című műsoron alapul.
A műsor kezdési időpontja, illetve a műsorvezetője homály fedi.

## Története
2024. november 4-én Kis-Bocz Éva, az Antenna Entertainment régiós csatornaigazgatója a Big Picture konferencián bejelentették, hogy 2025-ben érkezik a REnoválók - Lakás újrahasznosítva a Viasat3-ra.

## A műsor menete
A civilek és hírességek lakását újítják fel a tervezőcsapatok kis költségvetésből, úgy, hogy a környezetet is kíméljék – ehhez nem is kell más, csak némi használt bútor és rengeteg kreativitás.

## Évadok
| Évad | Évad | Részek száma | Részek száma | Eredeti sugárzás | Eredeti sugárzás | Eredeti adó |
| Évad | Évad | Részek száma | Részek száma | Évadbemutató     | Évadzáró         | Eredeti adó |
| ---- | ---- | ------------ | ------------ | ---------------- | ---------------- | ----------- |
|      | 1.   | —            | —            | n. a.            | n. a.            |             |